# 湯浅宗良
湯浅 宗良（ゆあさ むねよし、生没年未詳）は、 鎌倉時代の武士、紀伊湯浅荘地頭。通称は太郎、法名を行禅。紀伊国在田郡（現在の和歌山県有田郡）出身。父は、湯浅宗弘。子に、湯浅宗村。

## 経歴
- 1248年（宝治2年）と1251年（建長3年）に湯浅荘の地頭職を鎌倉幕府から安堵されたことが資料から知られる。

## 参考資料
- http://www2.harimaya.com/sengoku/html/yuasa_tan.html%5B%5D